# Acraea usagarae
Acraea usagarae är en fjärilsart som beskrevs av Vuillot 1891. Acraea usagarae ingår i släktet Acraea och familjen praktfjärilar. Inga underarter finns listade i Catalogue of Life.